# Ultimate Kenny G
Ultimate Kenny G – album z największymi przebojami saksofonisty Kenny'ego G, wydany w 2003 roku. Uplasował się on na miejscu #2 notowania Contemporary Jazz oraz na pozycji #42 listy Billboard 200.

## Lista utworów
1. „Everlasting" – 4:16
2. „Havana" – 3:58
3. „Brazil" – 4:11
4. „What A Wonderful World" – 3:02
5. „The Look of Love" – 5:15
6. „Silhouette" – 4:30
7. „One More Time" – 4:01
8. „Theme from Dying Young" – 4:00
9. „Forever in Love" – 4:10
10. „We've Saved the Best for Last" – 4:20
11. „Songbird" – 3:59
12. „Jasmine Flower" – 4:36
13. „The Girl from Ipanema" – 4:00
14. „By the Time This Night is Over" feat. Peabo Bryson – 4:42
15. „The Champion's Theme" – 4:22
16. „Don't Make Me Wait for Love" – 4:05
17. „The Moment" – 4:41
18. „My Heart Will Go On" – 4:19
19. „The Wedding Song" – 3:21